# 마이크 이너스
마이크 이너스(Michael Enos)는 본명 마이클 마이크 이너스(Michael "Mike" Enos, 1963년 6월 11일 ~ )다. 키는 192cm 몸무게는 114kg이다. 미국의 남자 전 프로레슬링선수며 1988년 프로레슬링 입문으로 2000년도에 은퇴를 한다. 옛날에 WWF, WCW활동을 한 사람이다. 피니쉬/Finishing moves는 스피닝 크루시픽스 토스/Spinning crucifix toss, 스피닝 파워슬램/Spinning powerslam으로 사용을 한다. 시그니처/Signature moves는 리프팅 넥브레이커/Lifting neckbreaker, 멀티플 엘보우 스매쉬/Mutiple elbow smash, 멀티플 헤드벗/Mutiple headbutt, 오버헤드 벨리 투 백 수플렉스/Overhead belly to back suplex, 런닝 헤드벗/Running headbutt, 런닝 래리어트/Running lariat, 숏-암 헤드벗/Short-arm headbutt, 숏-암 래리어트/Short-arm lariat, 사이드 벨리 투 백 수플렉스/Side belly to back suplex, 스네이크 아이즈/Snake eyes로 사용을 한다.

## 수상
- AWA 월드 태그팀웨이트 챔피언 (1회) - 웨인 블룸
- AWA 월드 태그팀웨이트 챔피언 토너먼트 (1989) - 웨인 블룸
- PWI 루키 오브 더 이열 - 웨인 블룸
- PWI 랭크드 힘 #101 오브 더 500 베스트 싱글즈 레슬링 오브 더 PWI 500 인 1992
- PWI 랭크드 힘 #439 오브 더 탑 500 싱글즈 레슬링 오브 더 PWI 이열즈 인 2003